# Max Bill

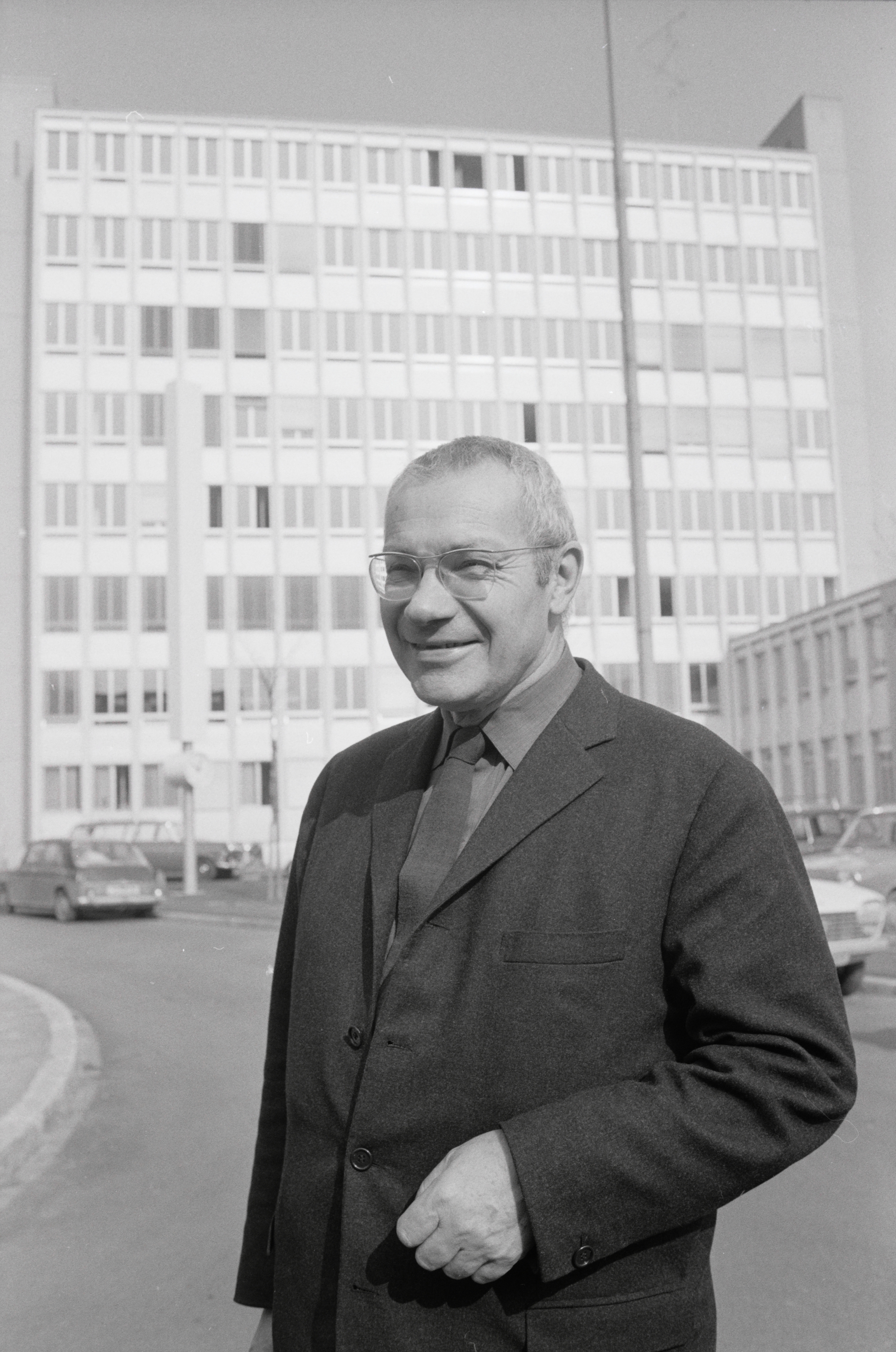
Max Bill, 1970 vor dem Hochhaus am Brunnenhofweg 30 in Zürich, das von ihm und Willy Roost entworfen worden war.

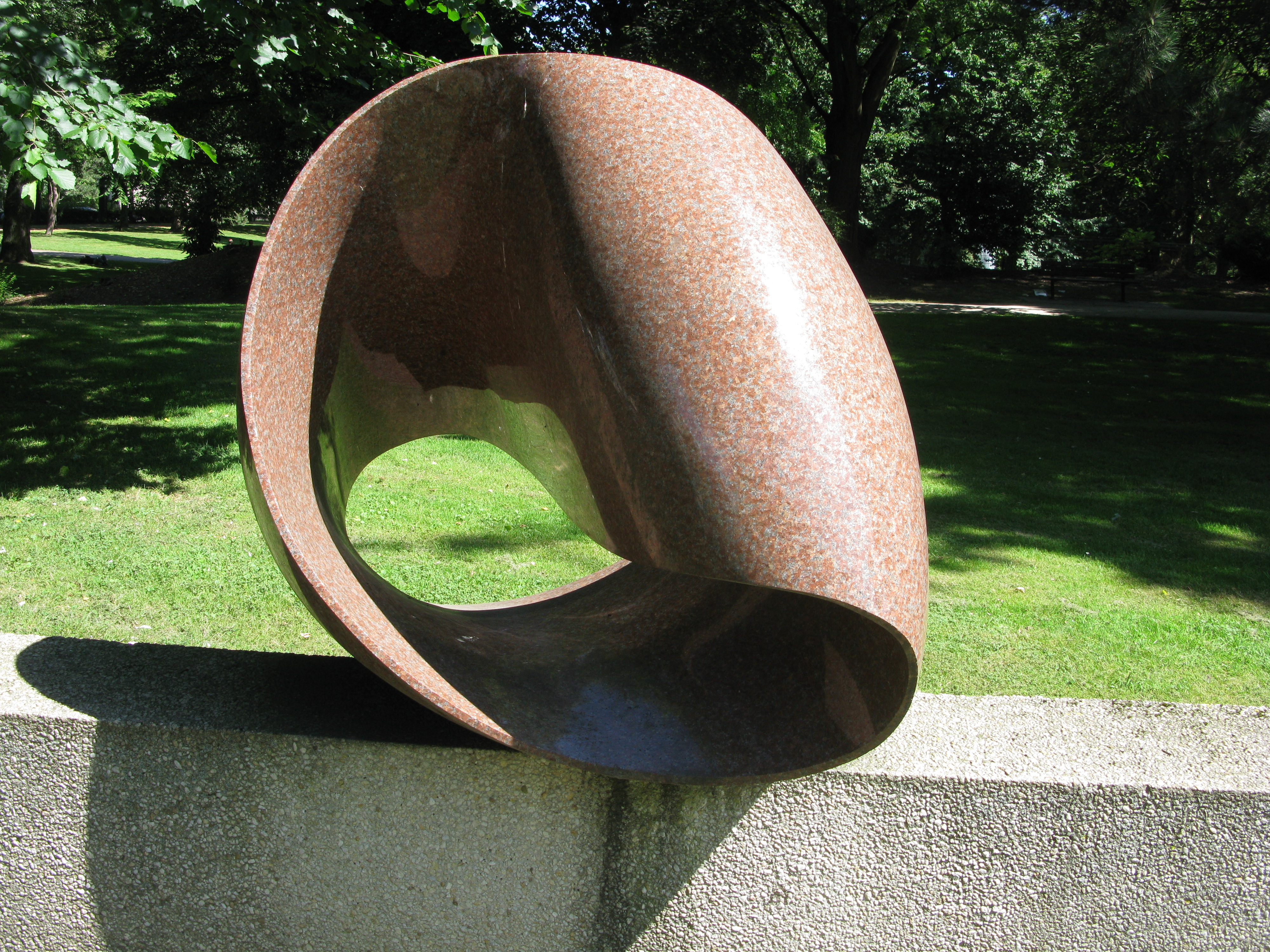
Unendliche Schleife (1974), ausgeführt in Tranås – einem schwedischen Granit, Stadtgarten Essen (an der Hohenzollernstraße) – ein Möbiusband

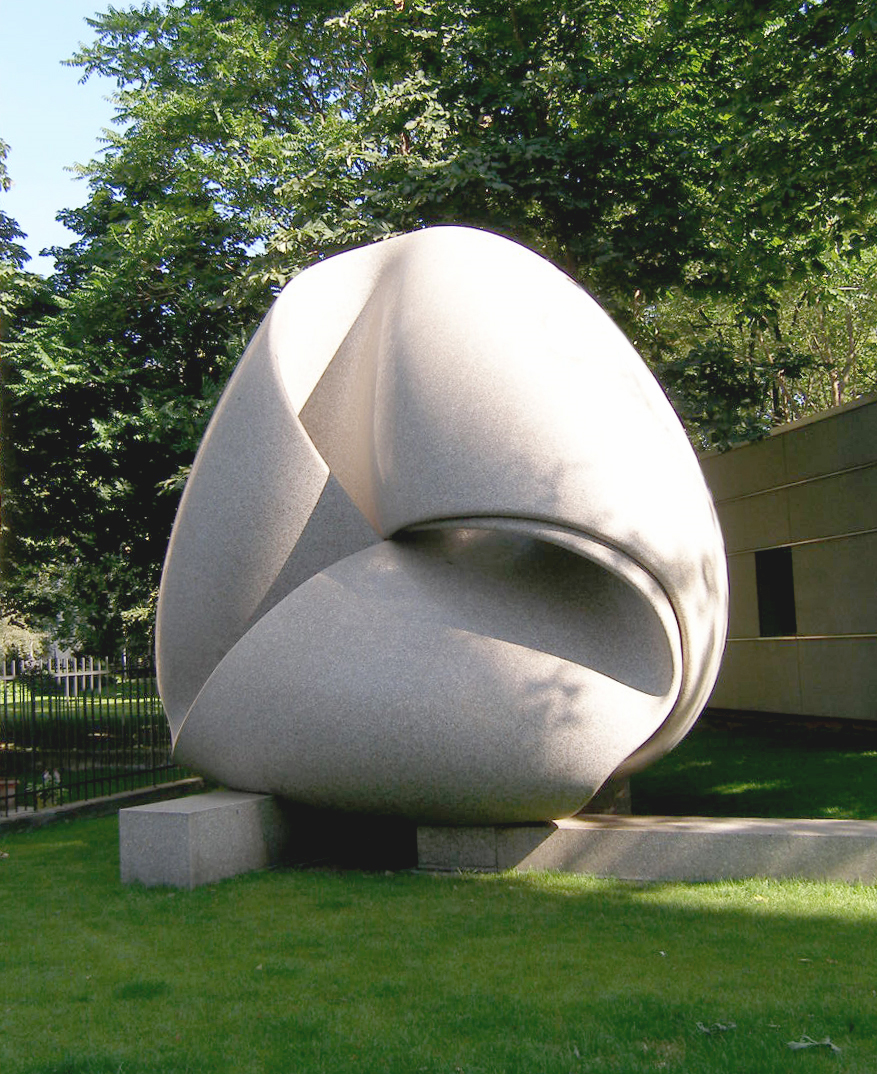
Kontinuität (1983–1986) vor der Hauptverwaltung der Deutschen Bank in Frankfurt am Main

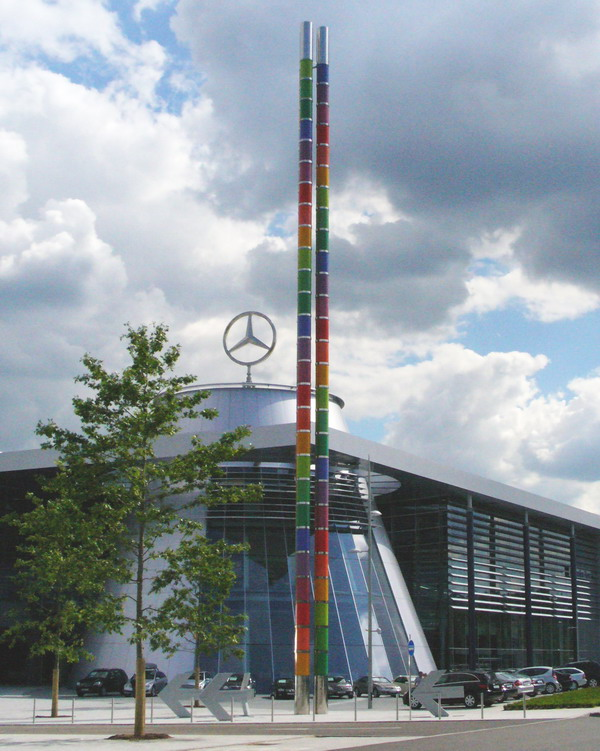
bildsäulen-dreiergruppe (1989) vor dem Mercedes-Benz Center der Mercedes-Benz Welt in Stuttgart-Bad Cannstatt

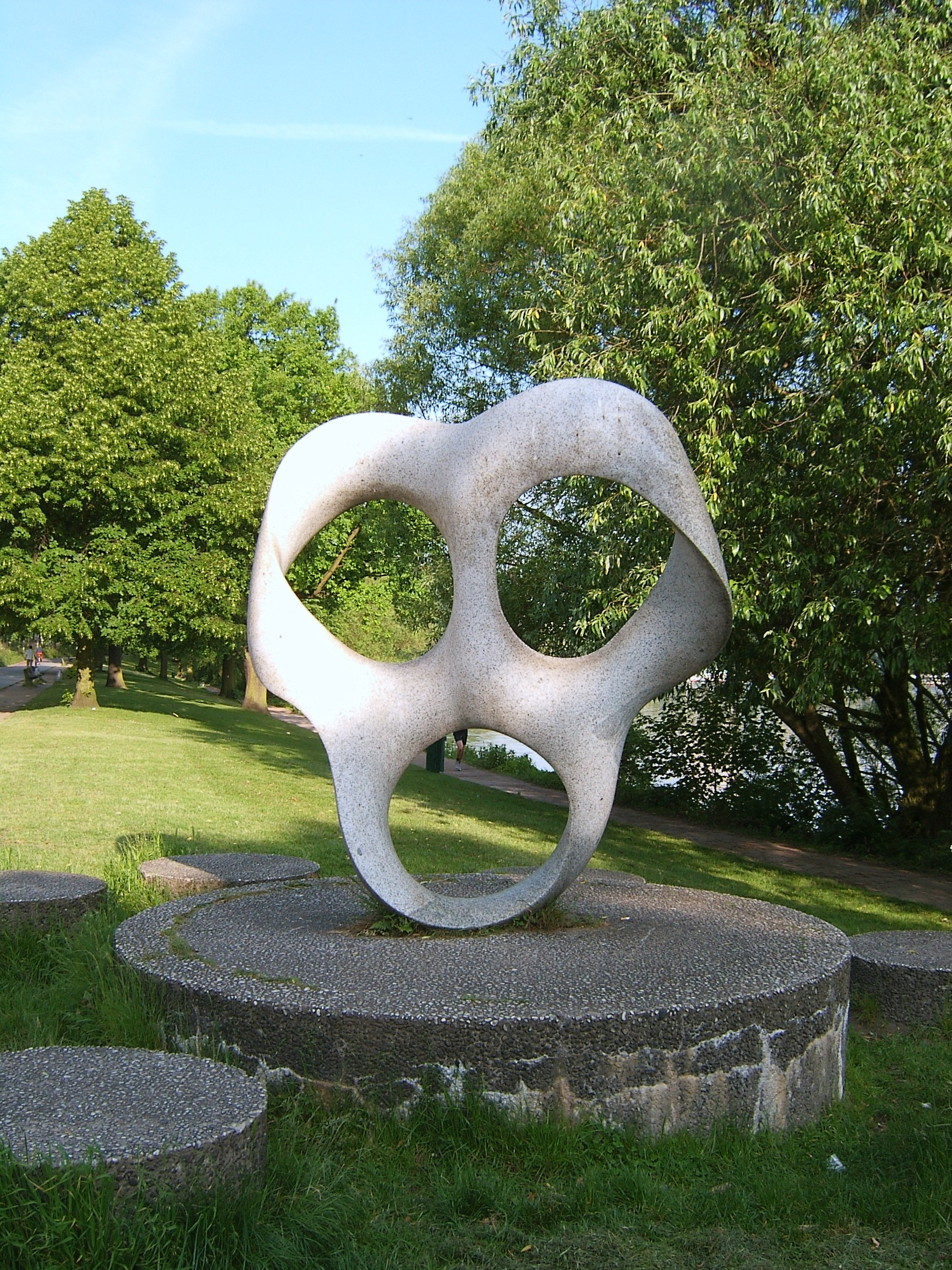
Rhythmus im Raum (1947–1948), Außenalster Hamburg

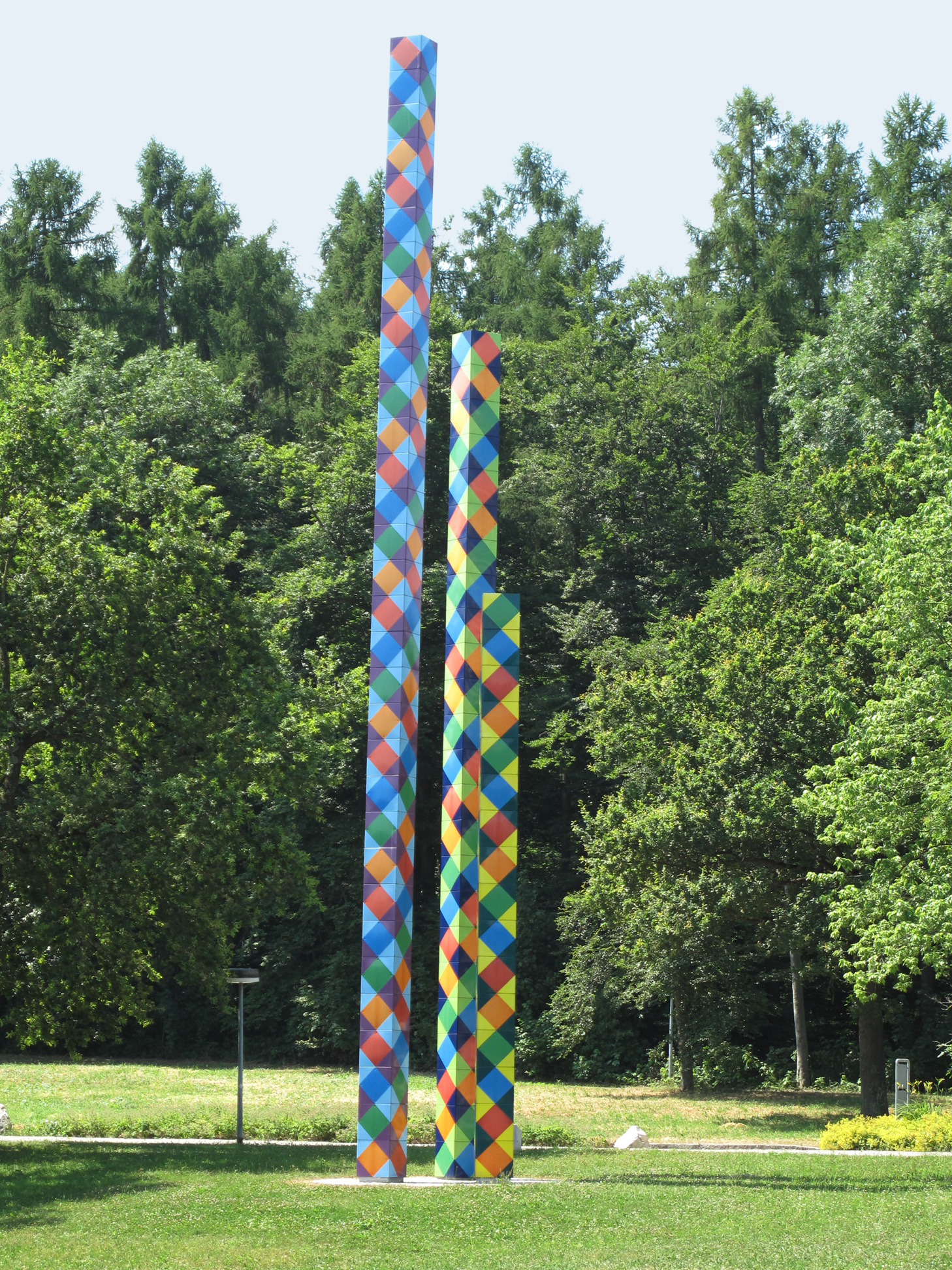
Drei Bildsäulen auf dem Kunstpfad Universität Ulm (1977)

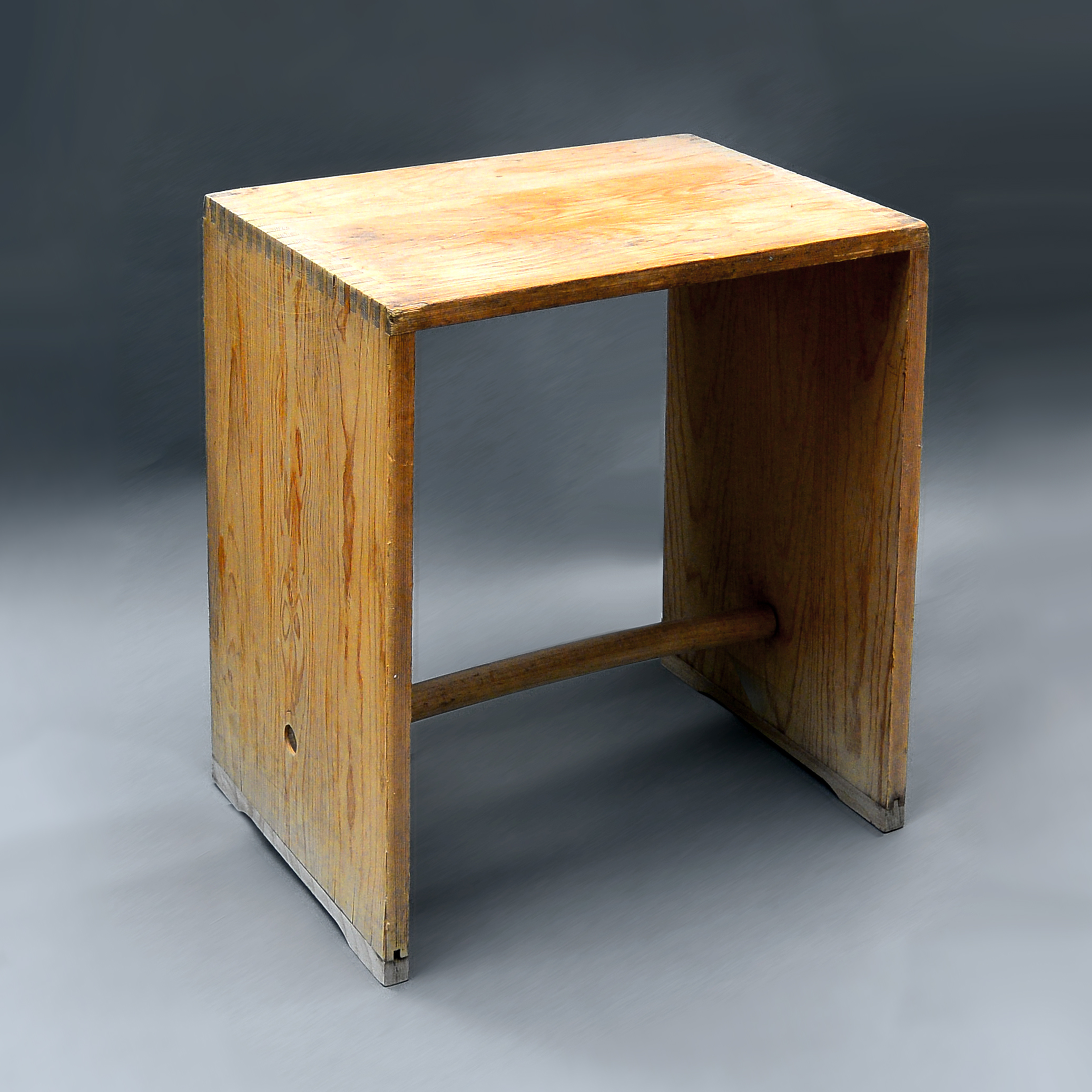
Ulmer Hocker. Frühes Exemplar, das in der Hochschule für Gestaltung Ulm (HfG) genutzt wurde

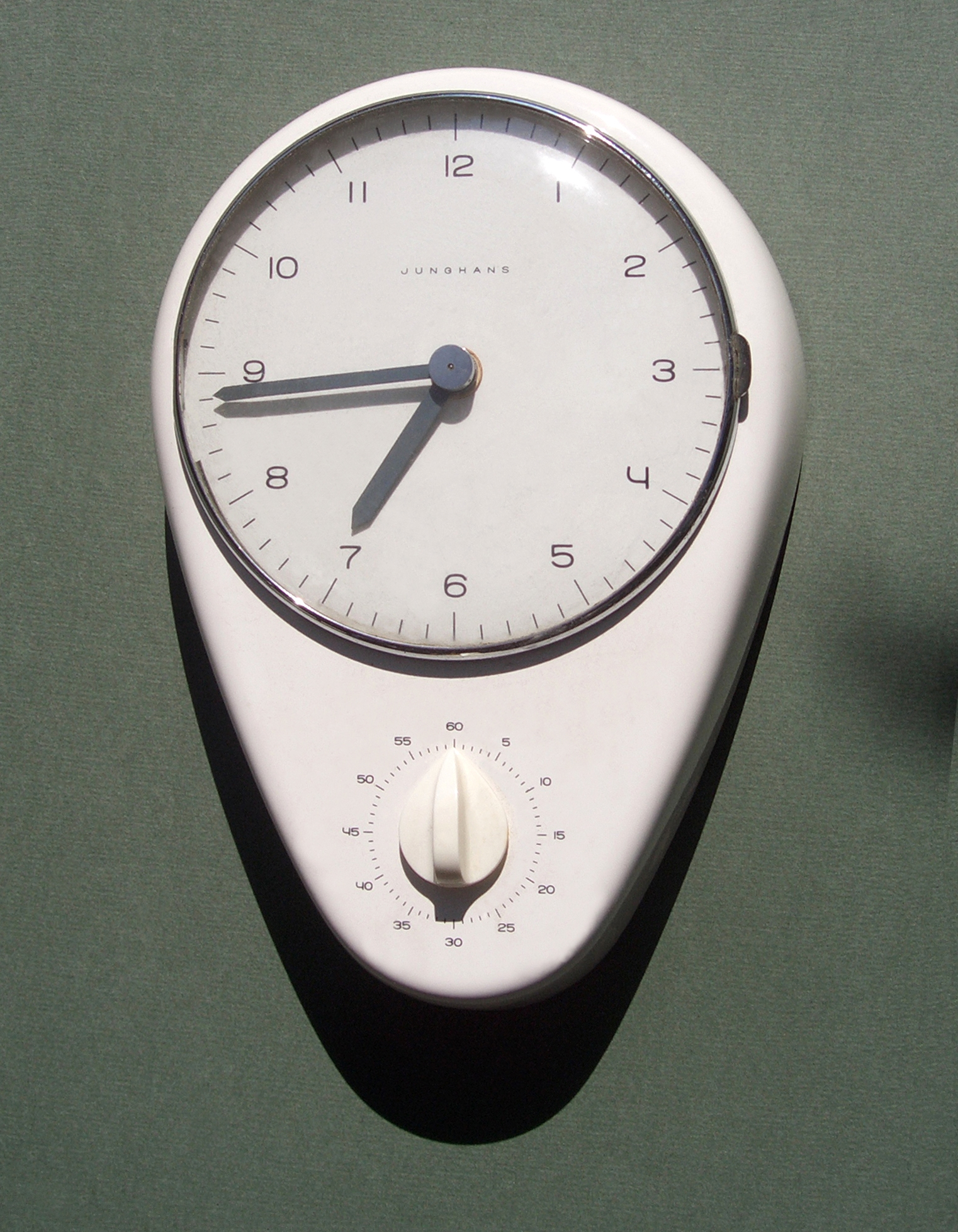
Junghans Küchenuhr

Max Bill (* 22. Dezember 1908 in Winterthur; † 9. Dezember 1994 in Berlin) war ein Schweizer Architekt, Künstler und als Maler einer der Vertreter der Zürcher Schule der Konkreten. Er arbeitete als Hochschullehrer und Nationalrat der Schweizerischen Eidgenossenschaft.

## Leben
Max Bill war der Neffe des Malers Ernst Samuel Geiger und hielt sich oft auf dessen Anwesen in Ligerz auf. Bill machte von 1924 bis 1927 eine Lehre als Silberschmied an der Kunstgewerbeschule Zürich. Im Alter von 16 Jahren wurde er 1925 mit seinen Schülerarbeiten an die Exposition internationale des Arts Décoratifs et industriels modernes in Paris eingeladen, wo ihn besonders die Werke von Le Corbusier, Konstantin Stepanowitsch Melnikow und Josef Hoffmann beeindruckten. Ebenfalls gewann er 1925 in einem offenen Wettbewerb für die Schokoladenfabrik Suchard den ersten Preis mit seinem Plakatentwurf. 1927–1928 studierte er in Dessau am Bauhaus, wo zu dieser Zeit Josef Albers, Wassily Kandinsky, Paul Klee, László Moholy-Nagy und Oskar Schlemmer lehrten.
Bill lernte 1929 die in Mulhouse geborene Schauspielerin und Varietékünstlerin Maria Benz kennen. Sie wohnte für kurze Zeit bei ihm an der Stadelhoferstrasse 27 in Zürich. Bill gab ihr den Namen «Nusch», auch arbeitete sie für ihn als Assistentin. Die Fremdenpolizei wollte Nusch ausweisen, und die darauf geplante Heirat mit Nusch scheiterte am Widerstand seines Vaters Erwin. Darauf heiratete Max 1931 die Cellistin und Fotografin Binia Spoerri (* 1904), die 1988 verstarb. Aus dieser seiner ersten Ehe ging als einziges Kind Jakob Bill (* 1942) hervor. Dessen Sohn David, (1976–2018) war ebenfalls als Künstler tätig.
Ab 1929 war Bill sowohl praktisch als auch theoretisch als Architekt, seit 1932 auch als Bildhauer, Grafiker und Maler tätig. Von 1932 bis 1937 war er Mitglied der Künstlerbewegung Abstraction-Création in Paris, 1935 lernte er deren Initianten, den Künstler Georges Vantongerloo, persönlich kennen. 1936 definierte er in einem Ausstellungskatalog des Kunsthauses Zürich seine Vorstellung von «Konkreter Kunst» und wurde zu einem ihrer wichtigsten Vertreter in der Zürcher Schule der Konkreten – einer von der Kunstgewerbeschule Zürich ausgehenden Kunstströmung der Malerei – sowie der davon inspirierten, 1937 gegründeten Vereinigung moderner Schweizer Künstler – Allianz. Seit 1936 war er auch als Publizist aktiv und gründete 1941 den Allianz-Verlag. 1938 wurde er Mitglied des Congrès International d’Architecture Moderne.
Als Leiter des Bereichs «Bilden und Gestalten» war er von 1961 bis 1964 Architekt für die Expo64 – die Schweizerische Landesausstellung in Lausanne. Aus dieser Zeit stammen auch zwei Villen in Erberich bei Leverkusen, die mit O.M. Ungers als Kontaktarchitekt realisiert wurden.
1991 heiratete Bill seine langjährige Lebenspartnerin, die Kunsthistorikerin Angela Thomas, die mit ihm seit 1974 verschiedene Ausstellungen kuratiert hatte.
Bill brach am 9. Dezember 1994 vor seiner Rückreise nach Zürich auf dem Flughafen Berlin-Tegel infolge eines Herzanfalls zusammen und verstarb auf dem Transport in ein Krankenhaus. Nachdem die Stadt es abgelehnt hatte, die Urne gemäss Bills Wunsch in der von ihm entworfenen Pavillon-Skulptur in Zürich beizusetzen, liess seine Witwe die Urne exhumieren und verstreute die Asche an der Skulptur.

## Nachlass
Da Bill seinen Nachlass nicht geregelt hatte, kam es zu einer paritätischen Erbteilung zwischen seinem Sohn und seiner Witwe. In der Folge gründeten beide Erben unabhängig voneinander je eine Stiftung.
Bills Sohn Jakob gründete 1996 die Schweizer max, binia + jakob bill stiftung. Deren Zweck ist die Sammlung und Pflege von Werken der Familie Bill, die Förderung der wissenschaftlichen Forschung sowie die Verbreitung und Veröffentlichung für Interessierte.
1997 gründete Angela Thomas die max bill georges vantongerloo stiftung mit Sitz in dem von Max Bill 1967/1968 erbauten Wohn- und Atelierhaus in Zumikon. Die Stiftung bezweckt, repräsentative Teile des Werkes der beiden miteinander befreundeten Künstler Vantongerloo und Bill sowie das Haus Bill Zumikon der Öffentlichkeit zugänglich zu machen.

## Lehr- und Vortragstätigkeit
1944/1945 erhielt Bill seinen ersten Lehrauftrag an der Zürcher Kunstgewerbeschule. In dieser Zeit schloss er Freundschaft mit František Kupka. Von 1951 bis 1953 war er mit Otl Aicher und Inge Aicher-Scholl Mitbegründer der Ulmer Hochschule für Gestaltung (HfG) und entwarf ihr Schulgebäude. Von 1953 bis 1956 war er deren erster Rektor. 1957 kehrte er nach Zürich zurück. Zwischen 1967 und 1974 hatte Bill den Lehrstuhl für Umweltgestaltung an der Hochschule für bildende Künste Hamburg inne. 1973 wurde er assoziiertes Mitglied der Königlich Flämischen Akademie für Wissenschaften und Künste Belgiens in Brüssel und 1976 Mitglied der Akademie der Künste in Berlin.
Zusätzlich zu seiner Lehrtätigkeit verfasste er zahlreiche Bücher, hielt Vorträge über Kunst, Architektur, Design und trat auf Tagungen rund um den Globus auf. Zu seinen Büchern zählen insbesondere solche über Le Corbusier, Wassily Kandinsky, Ludwig Mies van der Rohe und Theorie der Kunst.

## Politisches Leben
In seinen jungen Jahren war Bill – wie auch sein Kollege Richard Paul Lohse – ein engagierter Antifaschist, protestierte gegen Kalten Krieg, atomare Aufrüstung, Vietnamkrieg und setzte sich bereits in den 1950er Jahren für Belange des Umweltschutzes ein. Er sympathisierte mit der Freiwirtschaftslehre Silvio Gesells. Bekanntgeworden war er mit ihr über seinen Architektenkollegen Hans Bernoulli. Dieser hatte gemeinsam mit Gesell und anderen den schweizerischen Freiwirtschaftsbund ins Leben gerufen. In der von Hans Timm herausgegebenen freiwirtschaftlich-anarchistischen Zeitschrift letzte politik findet sich auch eine Anzeige, mit der Max Bill seine Dienste anbietet. Ihr Text lautete: 

«dessau: max bill, formgestalter bauhaus, dessau. entwürfe für architektur, reklame, grafik, innenausbau (metall, malerei, holz, textil) nur ganz modern»

Er wurde ein halbes Jahrhundert vom schweizerischen Staatsschutz observiert, beginnend im Oktober 1936, nachdem er den in Nazideutschland verfolgten Journalisten Alfred Thomas bei sich versteckt hatte. Thomas wurde im Mai 1936 des Landes verwiesen; sein weiteres Schicksal ist nicht bekannt. Für die Unterbringung wurde Bill mit einer Geldstrafe belegt, da er den Flüchtling nicht bei der Einwohnermeldebehörde gemeldet hatte. Weitere prominente politische Flüchtlinge aus dem faschistischen Italien und Deutschland kamen nach ihrer Flucht in die Schweiz zuerst bei ihm unter.
Von 1961 bis 1968 war Bill Mitglied des Zürcher Gemeinderates und von 1967 bis 1971 des Schweizer Nationalrates. Portiert vom Landesring der Unabhängigen, war er als Parteiloser politisch aktiv.

## Werk
Bill schuf neben dem malerischen Werk, das oftmals aus flächig-geometrischen Farbfeldern besteht, zahlreiche Skulpturen und stellte in Galerien und Museen aus. Er war Teilnehmer der documenta 1 (1955), der documenta II (1959) und der documenta III (1964) in Kassel. Seine erste Ausstellung in den USA fand 1963 in der Galerie von George William Staempfli in Manhattan, New York, statt, Retrospektiven 1968–1969 im Kunsthaus Zürich, 1974 in der Albright-Knox Art Gallery in Buffalo, im Los Angeles County Museum of Art und im San Francisco Museum of Art.

### Architektur

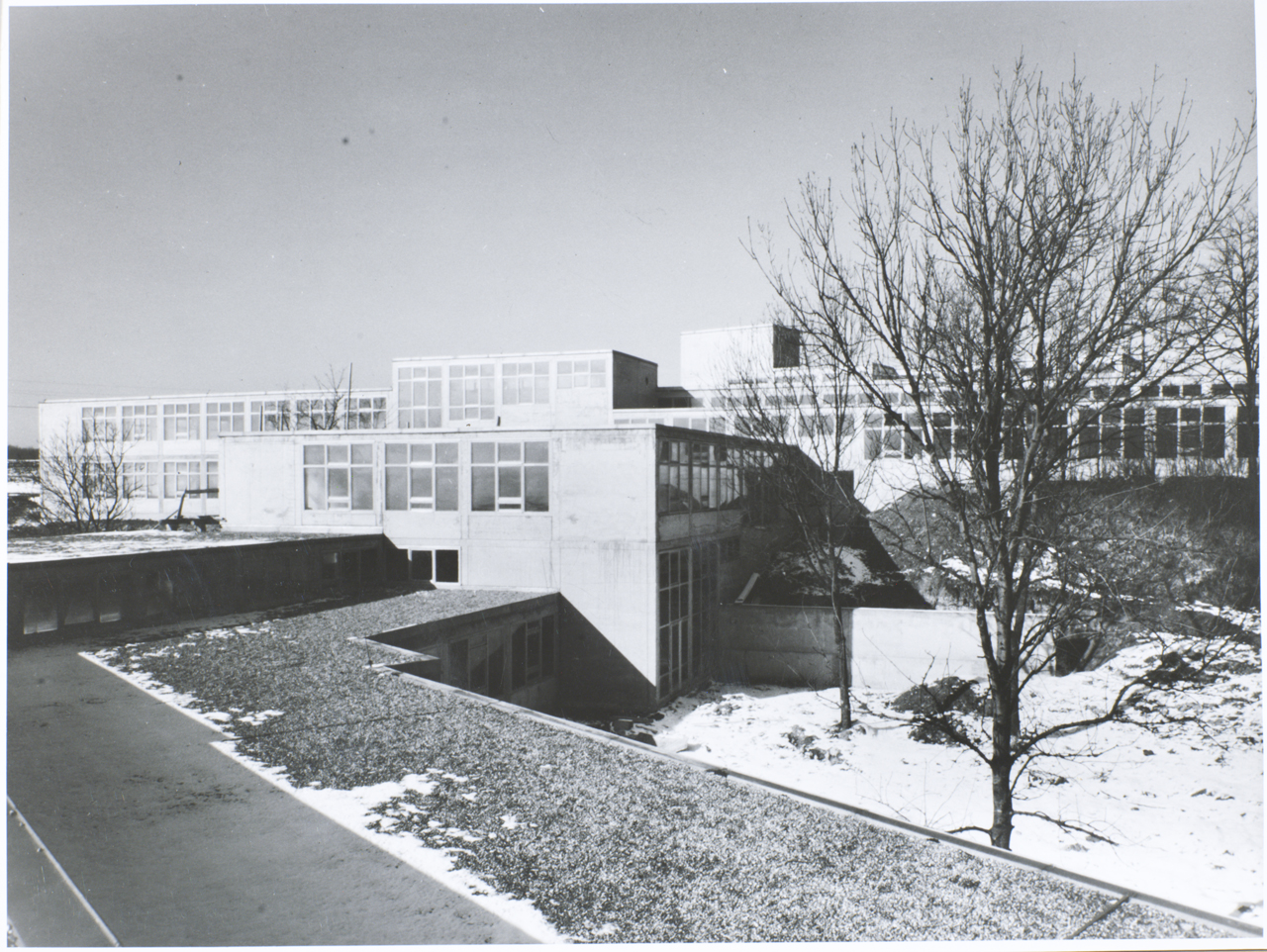
Gebäude der Hochschule für Gestaltung (HfG) Ulm (1953–1955)

- Wohn- und Ateliergebäude Max Bill in Zürich (1932–1933)
- Schweizer Pavillon auf der 6. Triennale di Milano in Mailand (1936)
- Schweizer Pavillon auf der 9. Triennale di Milano (1951)
- Schulgebäude der Ulmer Hochschule für Gestaltung (HfG) (1953–1955)
- Pavillon der Stadt Ulm an der Landesausstellung Baden-Württemberg in Stuttgart (1955)
- Bauten für die Expo 64 in Lausanne (1961–1964): Expo-Theater
- Zwei Villen in Erberich (Odenthal)
- Lavoitobel-Brücke, Tamins, 1966–1967
- Wohn- und Ateliergebäude Max Bill in Zumikon, Kanton Zürich (1967–1968)[19]

### Grafische Reihen
1. quinze variations sur un même thème / fünfzehn variationen über ein eigenes thema (1935–1938), 250 Exemplare
2. trilogie (1957), 33 Exemplare
3. 7 scarions (1967), 100 Exemplare
4. 11 x 4 : 4 (1963–1970), 133 Exemplare
5. fünf quantengleiche quadrate (1972), 80 Exemplare
6. transcoloration in fünf quadraten (1974), 100 Exemplare
7. 16 constallations (1974), 150 Exemplare
8. 8 (24⁄4) = 8 (1974), 100 Exemplare
9. 7 twins (1977), 80 Exemplare
10. 7 verschiebungnen im gleichen system (1979), 165 Exemplare
11. 3 gleiche farbquanten (quadrat, dreieck, kreis) (1983), 150 Exemplare
12. acht transcolorationen (1986), 150 Exemplare
13. vier quantengleiche Variationen – aus blau und gelb wird rot und grün (1989), 110 Exemplare
14. ohne titel (1992–1994), 166 Exemplare

Alle 14 Reihen sind abgebildet in: max bill, die grafischen reihen., Hatje, Stuttgart 1995.

### Design
- Zu Bills berühmtesten Werken gehört der Ulmer Hocker. Dieser kann als Sitz, Beistelltisch, Rednerpult, Teil eines Regals, Tablett und Tragehilfe verwendet werden. Das Möbel wird heute in einer lizenzierten Re-Edition von der Zürcher Firma WB Form analog zum Original hergestellt, das Fichten- und Buchenholz stammt aus der Schweiz.
- Eine andere bekannte Designarbeit sind die betont schlichten Zifferblätter für Junghans Armband-, Küchen- und Wanduhren, die als Re-Edition wieder erhältlich sind.

### Skulpturen
- Unendliche Schleife. Gips auf Stahlgerüst mit oberflächlichem Alu-Spritzverfahren, 1935–1937, am Zürichsee, 1948 zerstört
- Rhythmus im Raum. Granit, an der Kennedy-Brücke der Hamburger Außenalster, 1947–1948

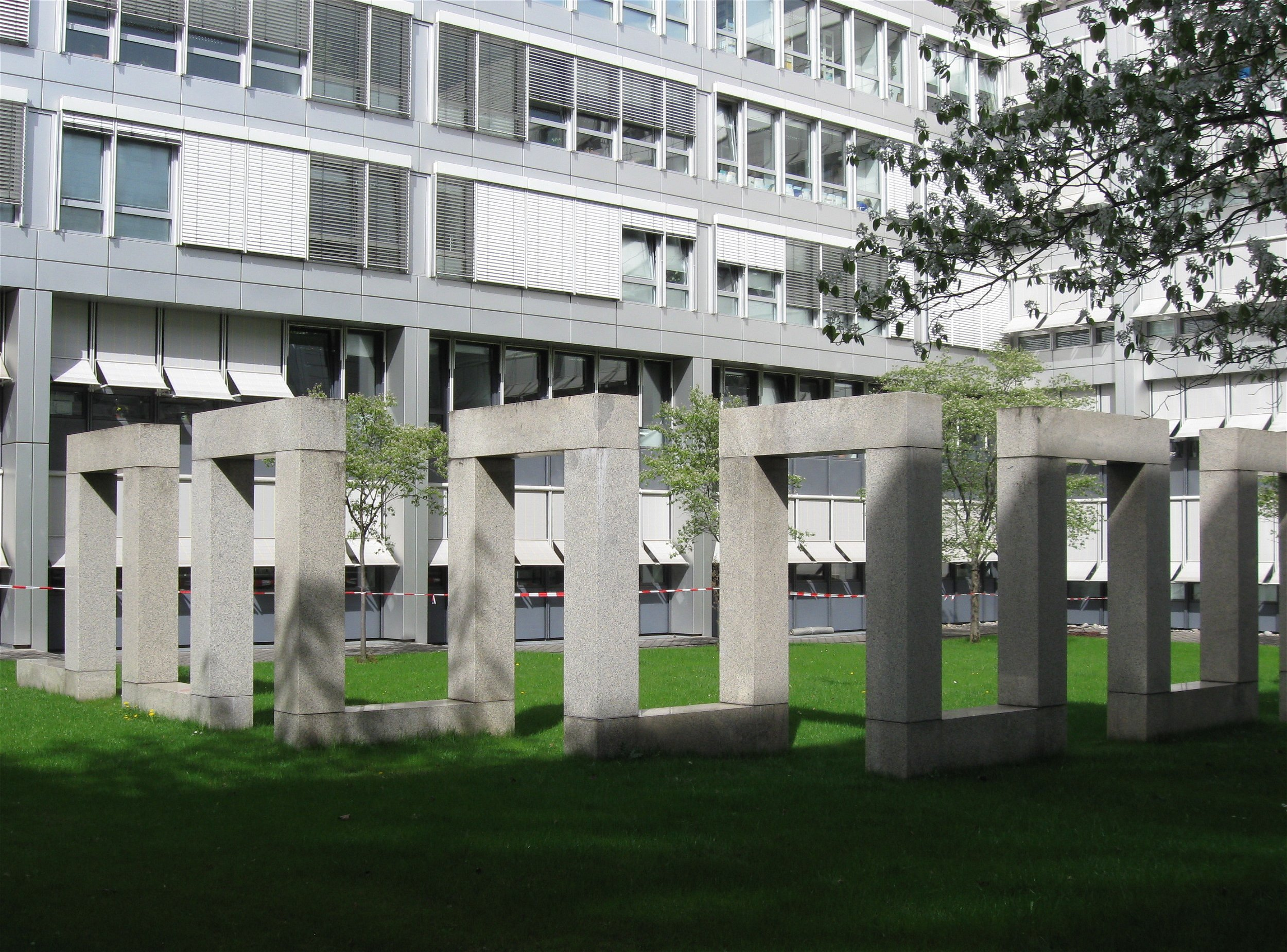
Rhythmus im Raum (1994), Europäisches Patentamt, München

- Familie von fünf halben Kugeln. Weißer Kunststein, Mathematisches Institut der Universität Karlsruhe, 1965–1966
- Strahlung aus Durchdringung. Museo cantonale d’arte di Lugano, 1966–1969
- Rotation um sich ausdehnendes Weiss. Zürich, 1981
- Einstein-Denkmal. Ulm, 1982
- Pavillon-Skulptur. Zürich, 1983
- Kontinuität. Rosa-Sardo-Granit, Deutsche Bank AG Frankfurt am Main, 1986, 2011 versetzt in den Park neben der Deutschen Bank.
- bildsäulen-dreiergruppe. DaimlerChrysler-Konzernzentrale in Stuttgart-Möhringen, 1989, seit 2006 Mercedes-Benz Center der Mercedes-Benz Welt in Stuttgart-Bad Cannstatt
- Endlose Treppe in Ludwigshafen am Rhein (1991) und auf dem Seminarplatz in Dessau
- Rhythmus im Raum. Europäisches Patentamt, München, 1994
- Raumplastik – Berlin dankt Frankreich. Berliner Bezirk Mitte, 1994
- Zwilling aus einer Viertelkugel. Afrikanischer Granit, 1982, Vorplatz Theater Trier

#### Fotogalerie «Familie von fünf halben Kugeln»
Vor dem Mathematischen Institut der Universität Karlsruhe

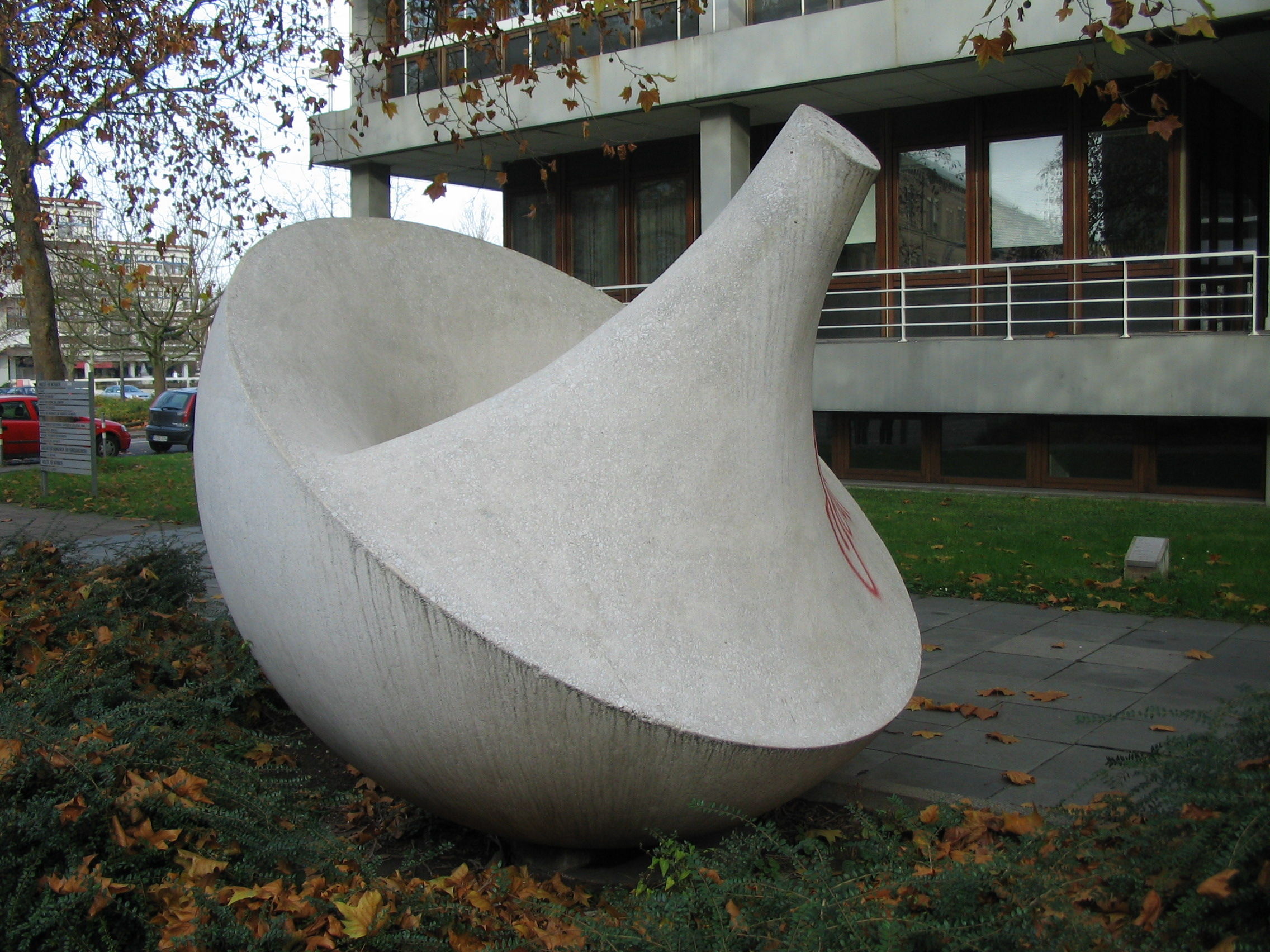
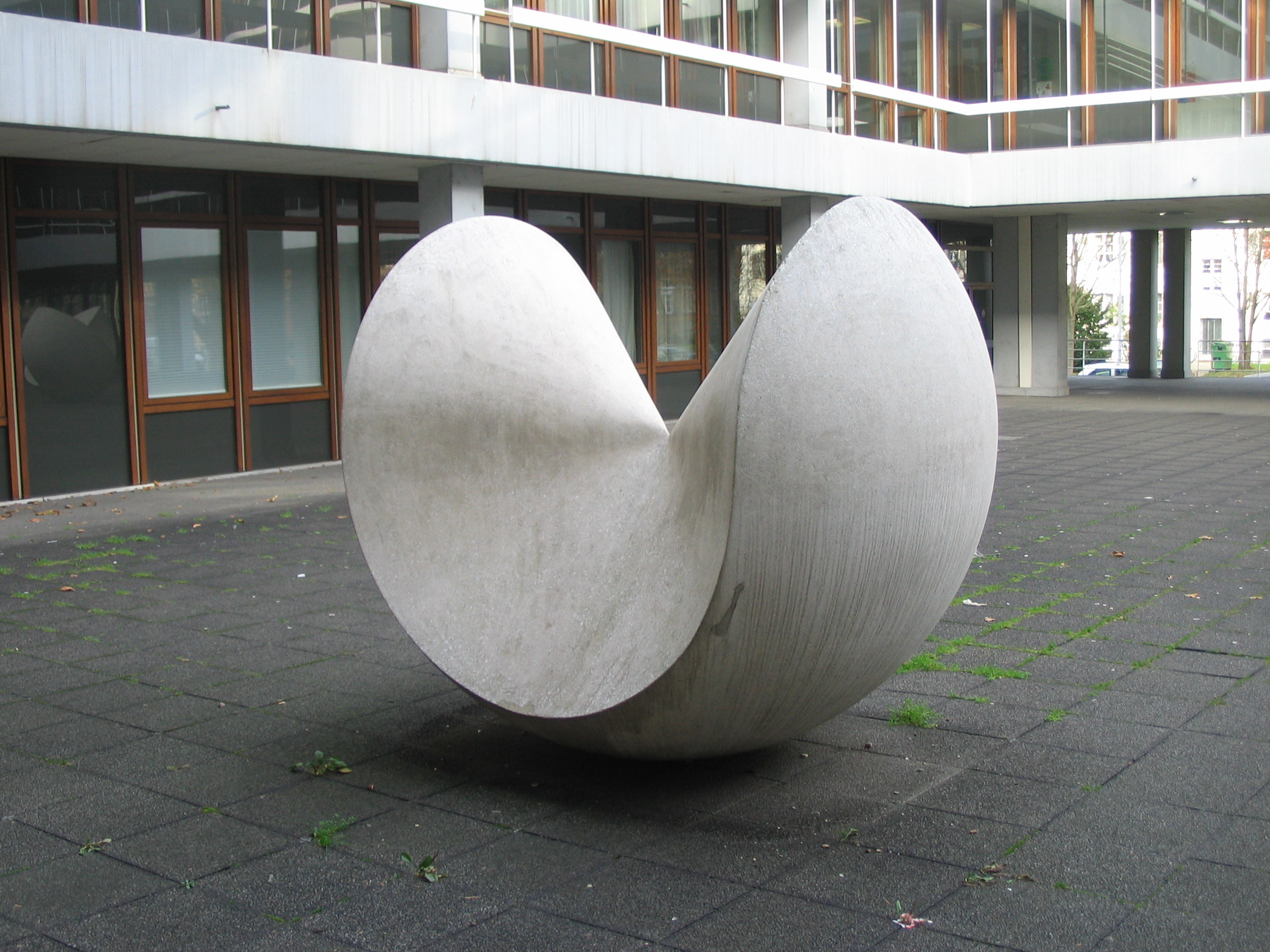
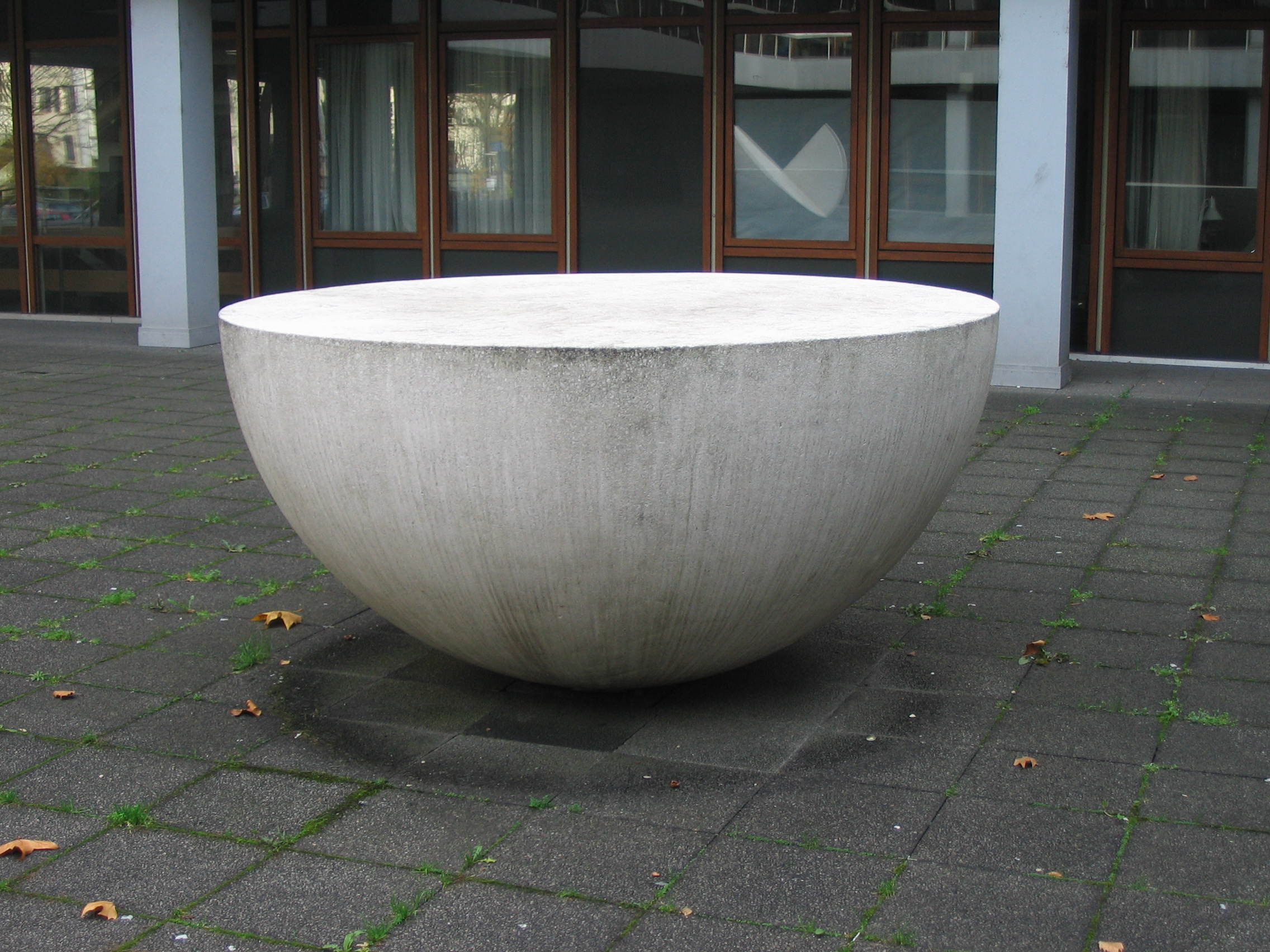
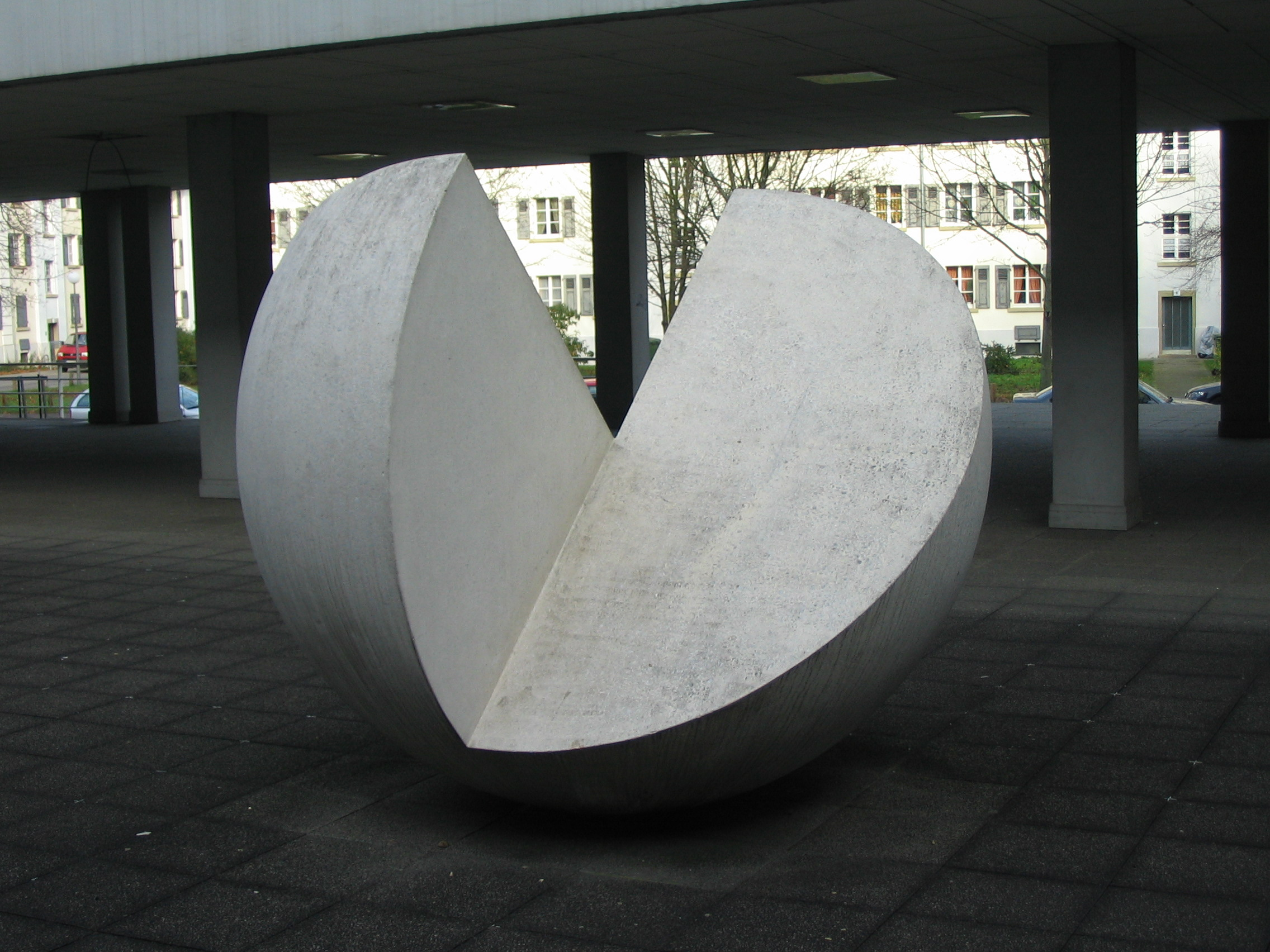
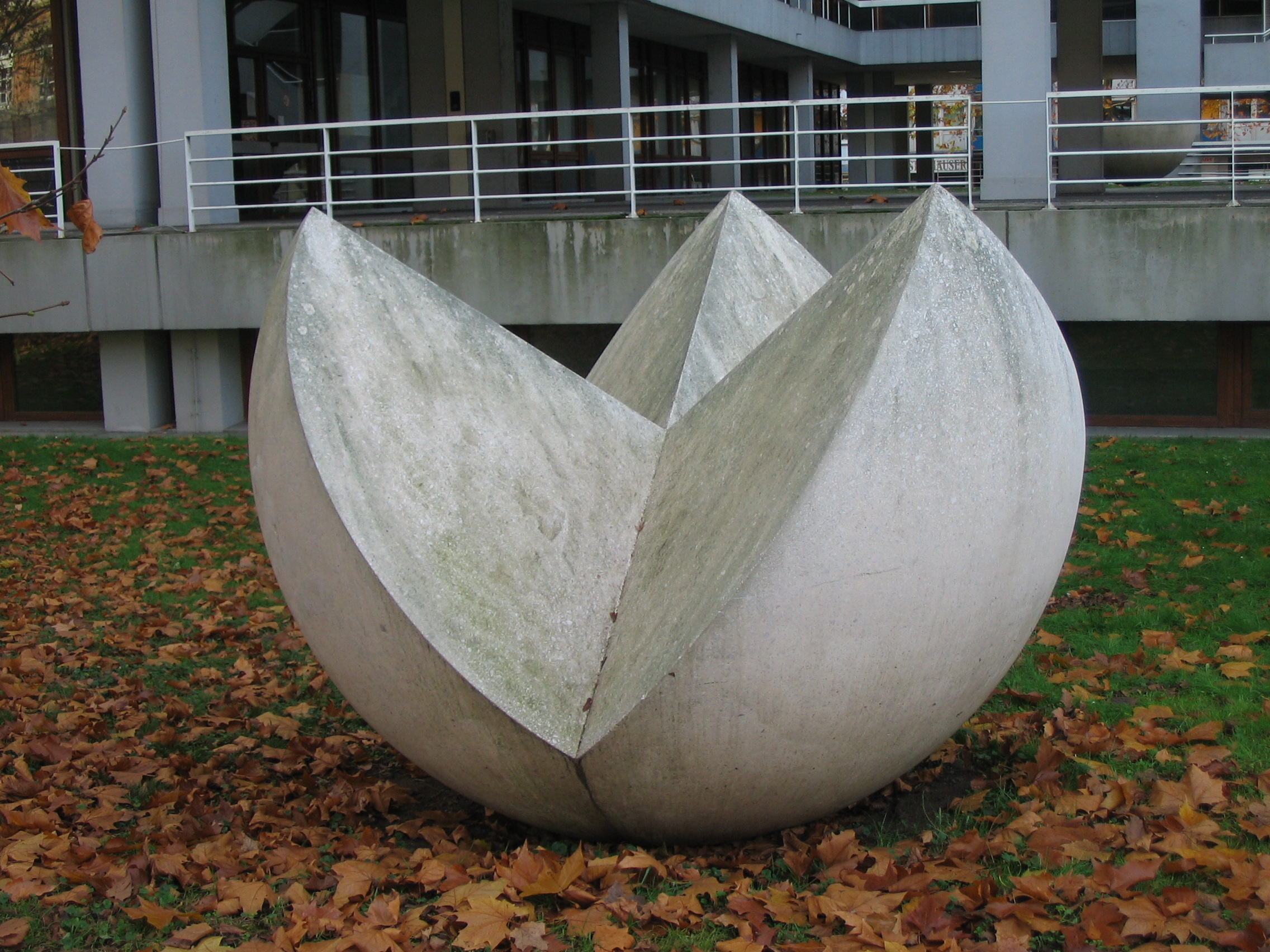

#### Fotogalerie «Pavillon-Skulptur»

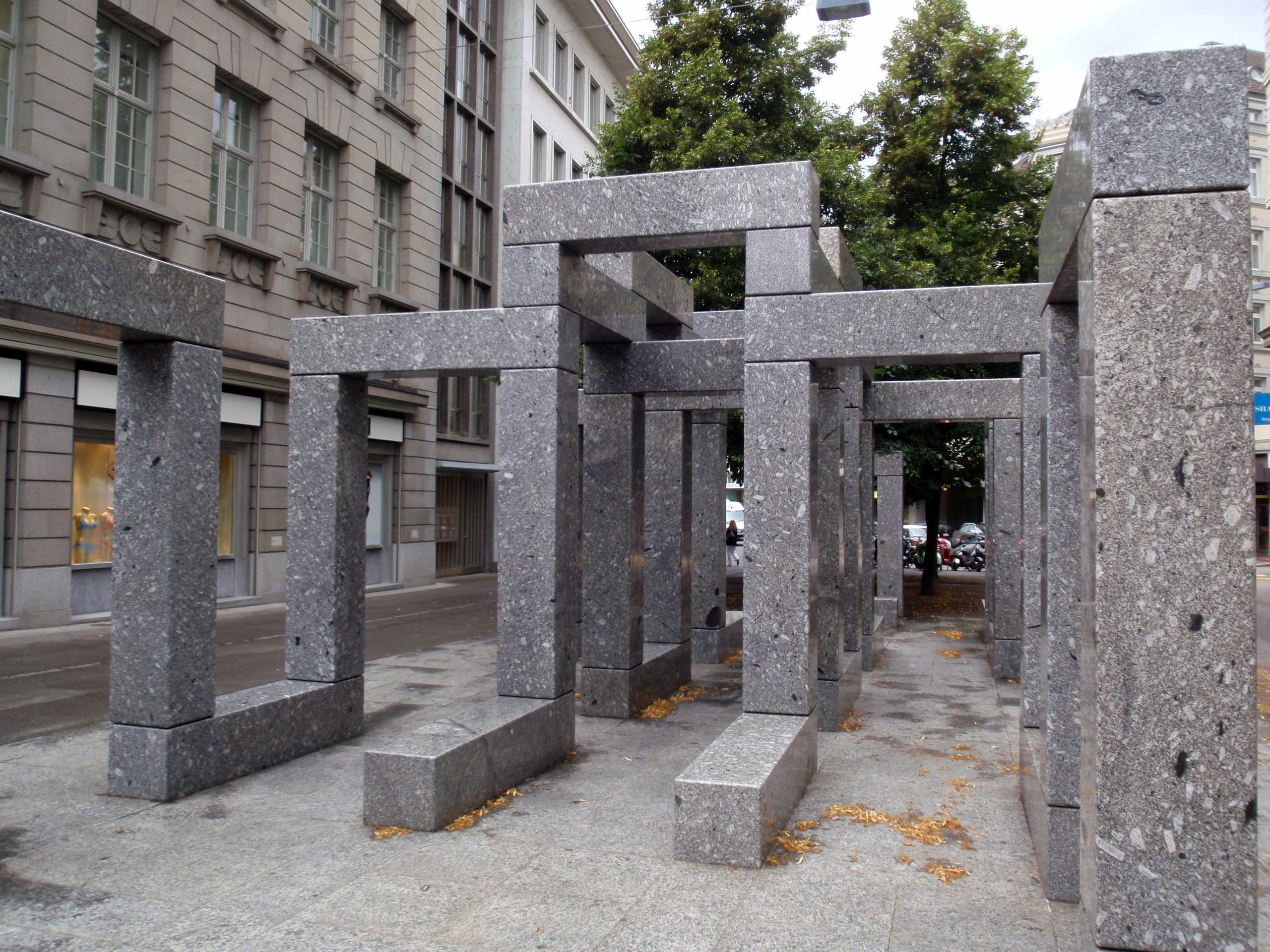
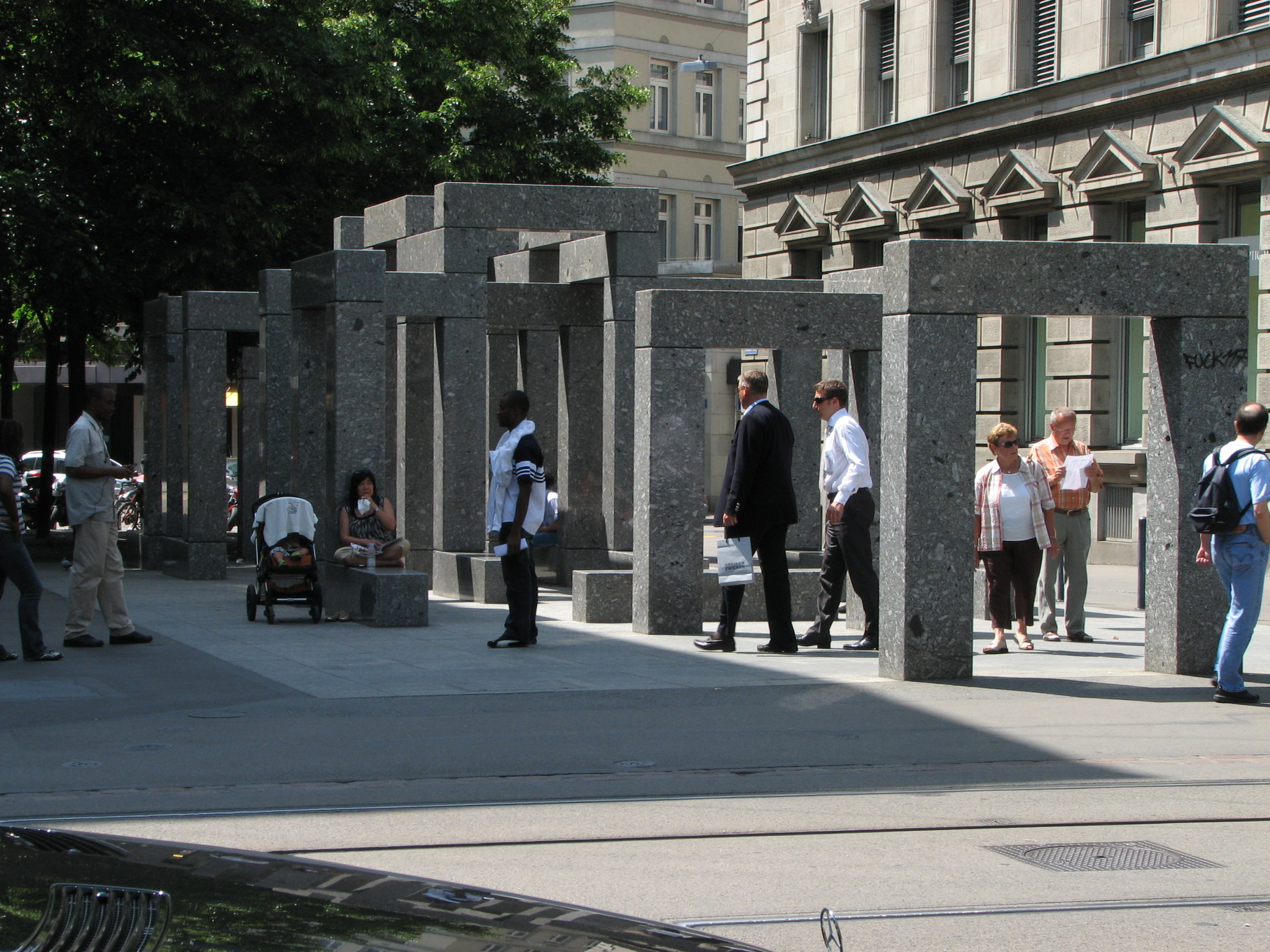
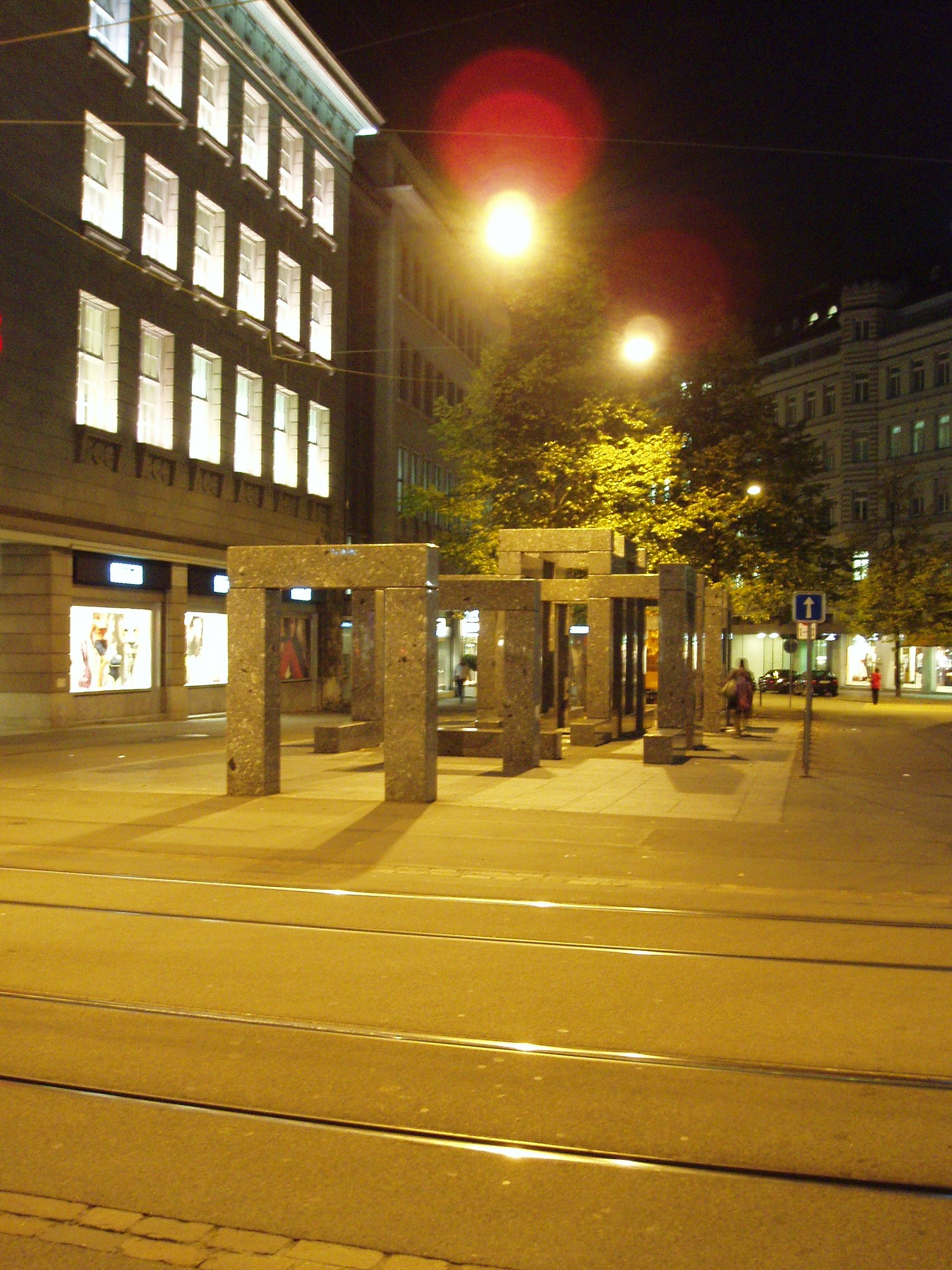

Bei der Bahnhofstrasse Zürich, 1983

## Ehrungen und Auszeichnungen
- 1964: Ehrenmitgliedschaft/Honorary Member of the American Institute of Architects, AIA
- 1968: Kunstpreis der Stadt Zürich
- 1979: Kulturpreis der Stadt Winterthur
- 1982: Kaiserring der Stadt Goslar
- 1988: Premio Marconi per Arte e Scienza, Bologna
- 1988: Piepenbrock-Preis für Skulptur, Osnabrück
- 1990: Helmut-Kraft-Preis für bildende Künste, Stuttgart
- 1993: Praemium Imperiale des japanischen Kaisers, Tokyo
- 1994: Ehrendoktorwürde der ETH Zürich[20]
- 2004: Max-Bill-Platz im Stadtkreis Oerlikon, Zürich (fertiggestellt 2007), mit Max-Bill-Haus
- 2008: Max-Bill-Platz in seiner Heimatgemeinde Moosseedorf
- 2011: Max-Bill-Straße in Schwabing-Freimann in München[21]
- 2017: Max-Bill-Weg am Kunsthaus in der Stadt Rehau
- 2018: Max-Bill-Schule, Berlin-Pankow

## Ausstellungen (Auswahl)
- max bill, Kunsthaus Zürich, 1968/69 (mit Katalog)
- max bill retrospektive, Akademie der Künste, West-Berlin, 1976
- max bill retrospektive, Schirn Kunsthalle, Frankfurt am Main, 1987 (mit Katalog)
- max bill, Wilhelm-Hack-Museum, Ludwigshafen am Rhein, 1990 (mit Katalog)
- Max Bill, Pinacoteca comunale Locarno, 1991 (mit Katalog)
- max bill, Edward Totah Gallery, London, 1991
- max bill, Fondation Saner Studen, 1993 (mit Katalog)
- max bill, die grafischen reihen, Landratsamt Esslingen bei Stuttgart, 1995 (mit Katalog)
- Max Bill. Eine Retrospektive, Kunstmuseum Stuttgart, 10. September 2005 – 8. Januar 2006[22] (mit Katalog)
- max bill, Palazzo reale, Milano, 2006 (mit Katalog, Übernahme der Ausstellung im Kunstmuseum Stuttgart)
- Max Bill: ohne Anfang, ohne Ende. Museum Marta Herford, 2008 (mit Katalog)
- max bill 100, Pinacoteca communale Locarno
- max bill. five decades, Annely Juda Fine Art, London, 2011 (mit Katalog)
- max bill global, Zentrum Paul Klee Bern, 16. September 2021 – 9. Januar 2022 (mit Katalog)

## Publikationen
- Max Bill: Funktion und Funktionalismus. Schriften 1945–1988. Benteli, Bern 2008, ISBN 978-3-7165-1522-8.

## Film
- max bill – das absolute augenmass. Kinofilm von Erich Schmid, 93 min., 35mm + DVD, Ariadnefilm, Zumikon 2008.[23]
- Max Bill. Buch und Regie: Klaus Peter Dencker. (TV-Beitrag, 12 Minuten.) Saarländischer Rundfunk, 1976.
- 22 Fragen an Max Bill. Film von Georg Radanowicz, 16mm, 1969.